# Zofia Rajfer
Zofia Rajfer (ur. w Katowicach) – polska piosenkarka i aktorka teatralna.

## Życiorys
Urodziła się w rodzinie pochodzenia żydowskiego, jest siostrą Czesławy i Henryka.
Przez pewien czas była aktorką w Teatrze Żydowskim w Warszawie.
Wraz z siostrą są solistkami cygańskiego zespołu Roma. Od 1999 roku mieszkają w Izraelu. Koncertują także w Stanach Zjednoczonych, Kanadzie, Wielkiej Brytanii, Francji, Grecji, Niemczech, we Włoszech. W swoim repertuarze mają utwory w języku polskim, jidysz, hebrajskim i romskim.

## Filmografia
- 1987 – Anioł w szafie obsada aktorska - tancerka na planie
- 1993 – Pieśń o zamordowanym żydowskim narodzie (spektakl telewizyjny w języku jidysz)[3]

Varia
- 1984 – Pismak Utwór muzyczny: pieśni cygańskie - wykonanie utworu
- 1982 – Austeria Utwór muzyczny: pieśni i psalmy - wykonanie muzyki[4]